# Chroniques de Froissart (manuscrit de Gruuthuse)
Pour les articles homonymes, voir Manuscrit de Gruuthuse (homonymie).
Le manuscrit de Gruuthuse est un manuscrit enluminé richement illustré en quatre volumes et contenant un texte français issu des Chroniques de Jean Froissart. Ces manuscrits sont actuellement conservés à la Bibliothèque nationale de France sous les cotes Français 2643 à 2646.

## Description
Le texte de Jean Froissart qu’il contient a été recopié de manière manuscrite en plus de 100 exemplaires. Le manuscrit de Gruuthuse en est un des mieux illustrés, commandé par Louis de Gruuthuse, un noble flamand passionné de livres, dans la première moitié des années 1470. Les quatre volumes contiennent 112 miniatures de tailles variées peintes par certains des meilleurs artistes brugeois de l’époque.

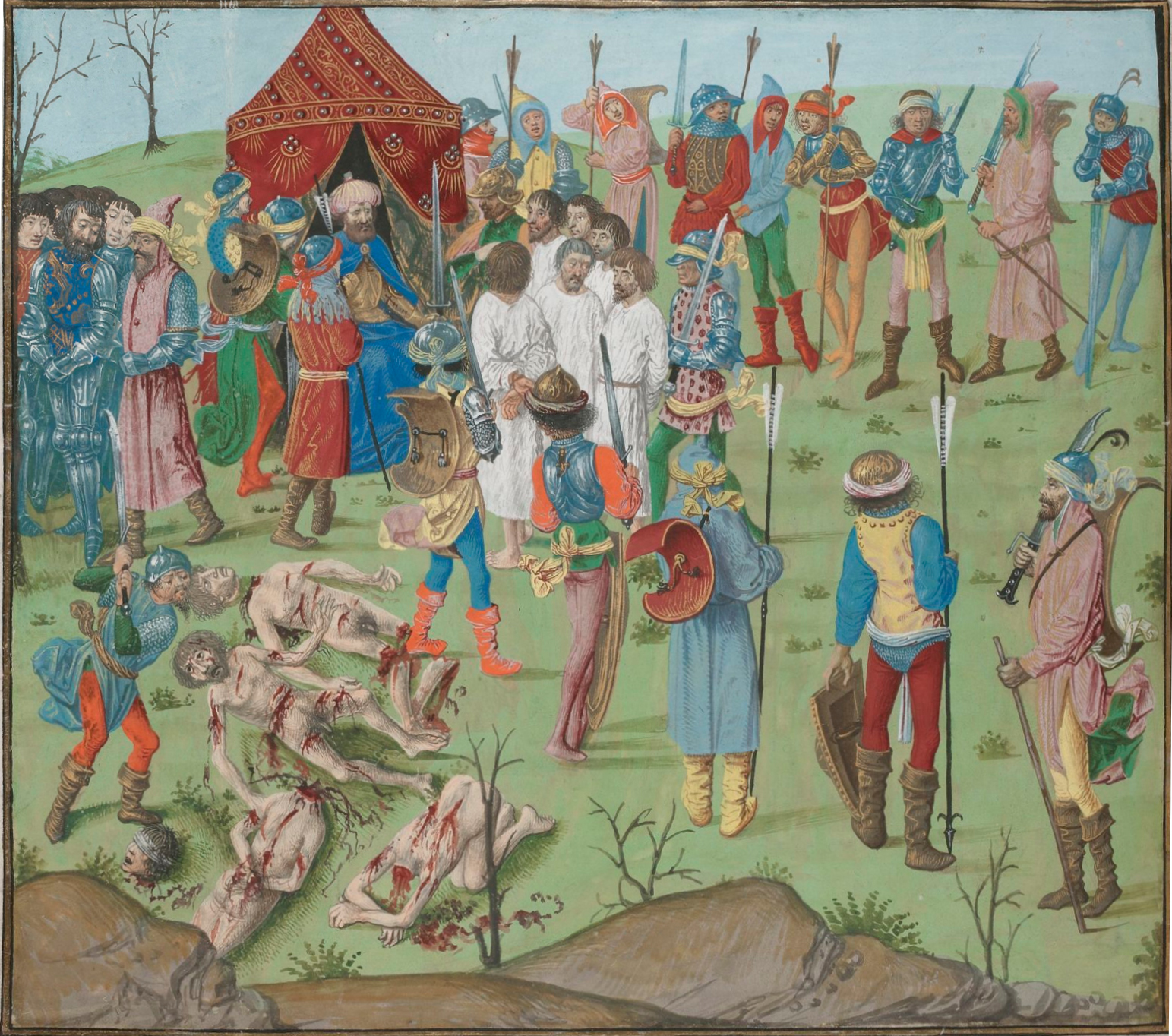
Exécution des prisonniers après la bataille de Nicopolis.
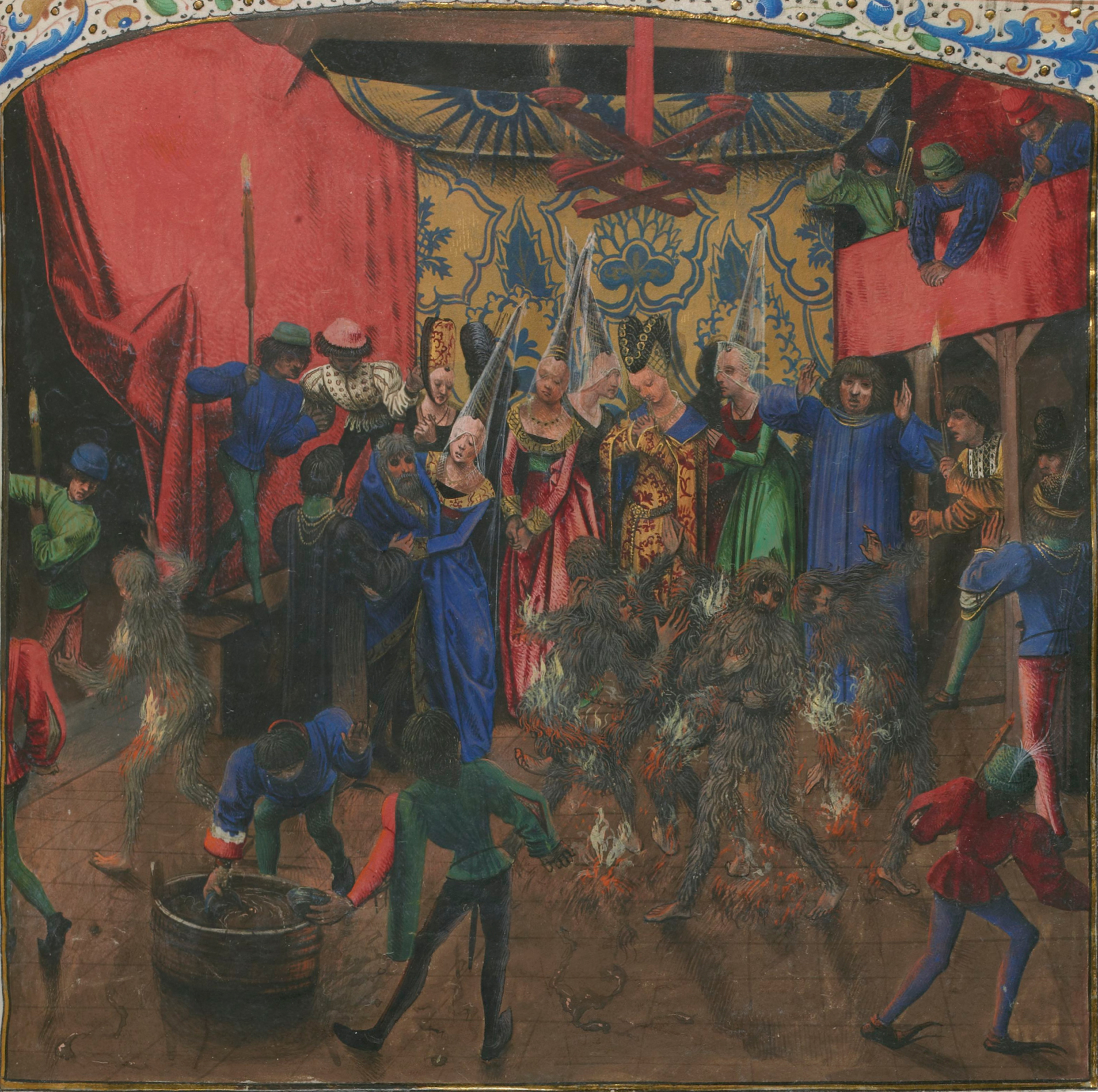
Le Bal des ardents par le Maître d'Antoine de Bourgogne.

## Artistes
Loyset Liédet réalisa les soixante miniatures des deux premiers volumes. Il était un brillant réalisateur d’enluminures, travaillant principalement sur les manuscrits pour Philippe III de Bourgogne et sa cour. Il avait probablement des assistants, même s’il est difficile de l’affirmer en observant ses travaux. Les deux derniers volumes, plus fins, furent illustrés par des artistes anonymes désignés sous le nom de Maître d'Antoine de Bourgogne, de Maître de Marguerite d'York, et de Maître du Livre de prières de Dresde, assistant du premier.